# Sénégalais (tàu frigate Pháp)
Sénégalais (T-22/F-702) là một tàu frigate của Hải quân Pháp Tự do hoạt động trong Chiến tranh Thế giới thứ hai, và tiếp tục phục vụ cùng Hải quân Pháp sau chiến tranh. Nó nguyên được chế tạo như là chiếc USS Corbesier (DE-106), một tàu hộ tống khu trục lớp Cannon của Hải quân Hoa Kỳ nhưng được chuyển giao cho Pháp theo Chương trình Cho thuê-Cho mượn (Lend-Lease) năm 1944 và đổi tên thành Sénégalais. Nó đã hoạt động cho đến khi chiến tranh kết thúc, tiếp tục phục vụ và đổi tên thành Yser vào tháng 8, 1962 trước khi ngừng hoạt động và tháo dỡ vào năm 1965.

## Thiết kế và chế tạo
Lớp Cannon có thiết kế hầu như tương tự với lớp Buckley dẫn trước; khác biệt chủ yếu là ở hệ thống động lực Kiểu DET (diesel electric tandem). Các động cơ diesel đặt nối tiếp nhau dẫn động máy phát điện để cung cấp điện năng quay trục chân vịt cho con tàu. Động cơ diesel có ưu thế về hiệu suất sử dụng nhiên liệu, giúp cho lớp Cannon cải thiện được tầm xa hoạt động, nhưng đánh đổi lấy tốc độ chậm hơn.
Vũ khí trang bị bao gồm ba pháo 3 in (76 mm)/50 cal trên tháp pháo nòng đơn có thể đối hạm hoặc phòng không, một khẩu đội pháo phòng không Bofors 40 mm nòng đôi và tám pháo phòng không Oerlikon 20 mm. Vũ khí chống ngầm bao gồm một dàn súng cối chống tàu ngầm Hedgehog Mk. 10 (có 24 nòng và mang theo 144 quả đạn); hai đường ray Mk. 9 và tám máy phóng K3 Mk. 6 để thả mìn sâu. Con tàu vẫn giữ lại ba ống phóng ngư lôi Mark 15 21 inch (533 mm). Thủy thủ đoàn đầy đủ bao gồm 15 sĩ quan và 201 thủy thủ.
Corbesier được đặt tên theo Đại úy Thủy quân Lục chiến Antoine Joseph Corbesier (1837-1916), một huấn luyện viên kỳ cựu của Học viện Hải quân Hoa Kỳ. Nó được đặt lườn tại xưởng tàu của hãng Dravo Corporation ở Wilmington, Delaware vào ngày 24 tháng 4, 1943 và được hạ thủy vào ngày 11 tháng 11, 1943. Con tàu được chuyển cho Hải quân Pháp Tự do vào ngày 2 tháng 1, 1944 và đổi tên thành Sénégalais (T-22), đặt theo tên người Sénégal, một thuộc địa cũ của Pháp ở châu Phi.

## Lịch sử hoạt động
Trong đêm 2-3 tháng 5, 1944, tại một vị trí ngoài khơi Djidjelli thuộc bờ biển Algérie, tàu ngầm U-boat Đức U-371 bị phát hiện đang nổi trên mặt nước để nạp ắc-quy. Nó bị ba phi đội máy bay cùng sáu tàu hộ tống thuộc Đoàn tàu GUS-38 truy lùng và tấn công, bị buộc phải lặn xuống dưới nước để lẫn trốn. Nó cố gắng phản công, và đến 01 giờ 18 phút ngày 3 tháng 5 đã phóng một quả ngư lôi dò âm G7es (T5) đánh trúng và gây hư hại nặng phần đuôi tàu hộ tống khu trục Menges (DE-320). Các tàu chiến khác, trong đó có Sénégalais, tiếp tục cuộc truy lùng cho đến sáng ngày 4 tháng 5, khi U-371 buộc phải nổi lên mặt nước. Tuy nhiên trước khi chấp nhận đầu hàng để cứu thủy thủ đoàn, Trung úy Horst-Arno Fenksi hạm trưởng U-371 vẫn chiến đấu cho đến giây phút cuối cùng, phóng thêm một quả ngư lôi G7es khác lúc 04 giờ 04 phút, đánh trúng và gây hư hại cho Sénégalais trước khi tự đánh chìm tàu của mình.
Sau khi Thế Chiến II chấm dứt, Sénégalais được phái sang Viễn Đông vào tháng 10, 1945; nó đã tham gia vào cuộc Chiến tranh Đông Dương khi Pháp tìm cách tái chiếm thuộc địa Đông Dương.
Quyền sở hữu Sénégalais được Hoa Kỳ chuyển giao cho Pháp vào ngày 21 tháng 4, 1952 trong khuông khổ Chương trình Viện trợ Quân sự. Cùng vào khoảng thời gian này nó được đổi tên thành Yser. Con tàu được hoàn trả cho Hải quân Hoa Kỳ vào tháng 5, 1964; tên nó được cho rút khỏi danh sách Đăng bạ Hải quân Hoa Kỳ vào năm 1965, và con tàu bị bán để tháo dỡ vào ngày 18 tháng 10, 1965.